# Prezydenci Abchazji

## Głowa państwa
| #   | Imię i nazwisko                | Kadencja         | Kadencja          | Partia polityczna             | Partia polityczna |
| #   | Imię i nazwisko                | Od               | Do                | Partia polityczna             | Partia polityczna |
| --- | ------------------------------ | ---------------- | ----------------- | ----------------------------- | ----------------- |
| 1   | Walerian Kobachija (1929–1992) | 25 sierpnia 1990 | 24 grudnia 1990   | Komunistyczna Partia Abchazji |                   |
| 2   | Władisław Ardzinba (1945–2010) | 24 grudnia 1990  | 23 lipca 1992     | Komunistyczna Partia Abchazji |                   |
| (2) | Władisław Ardzinba (1945–2010) | 23 lipca 1992    | 26 listopada 1994 | bezpartyjny                   |                   |

## Prezydenci
| # | Imię i nazwisko                   | Portret | Kadencja          | Kadencja          | Partia polityczna                 | Partia polityczna |
| # | Imię i nazwisko                   | Portret | Od                | Do                | Partia polityczna                 | Partia polityczna |
| - | --------------------------------- | ------- | ----------------- | ----------------- | --------------------------------- | ----------------- |
| 1 | Władisław Ardzinba (1945–2010)    |         | 26 listopada 1994 | 12 lutego 2005    | bezpartyjny                       |                   |
| 2 | Siergiej Bagapsz (1949–2011)      |         | 12 lutego 2005    | 29 maja 2011      | Zjednoczona Abchazja              |                   |
| 3 | Aleksandr Ankwab (1952–)          |         | 29 maja 2011      | 1 czerwca 2014    | Aitaira                           |                   |
| — | Walerij Bganba (1953–) tymczasowo |         | 1 czerwca 2014    | 25 września 2014  | bezpartyjny                       |                   |
| 4 | Raul Chadżymba (1958–)            |         | 25 września 2014  | 12 stycznia 2020  | Forum Jedności Narodowej Abchazji |                   |
| — | Walerij Bganba (1953–) tymczasowo |         | 13 stycznia 2020  | 23 kwietnia 2020  | bezpartyjny                       |                   |
| 5 | Asłan Bżanija (1963–)             |         | 23 kwietnia 2020  | 19 listopada 2024 | bezpartyjny                       |                   |
| — | Badra Gunba (1982–) tymczasowo    |         | 19 listopada 2024 | 2 kwietnia 2025   | bezpartyjny                       |                   |
| 6 | Badra Gunba (1982–)               |         | 2 kwietnia 2025   | nadal             | bezpartyjny                       |                   |

## Przewodniczący Rady Najwyższej progruzińskiego rządu Autonomicznej Republiki Abchazji
| # | Imię i nazwisko                 | Kadencja          | Kadencja      |
| # | Imię i nazwisko                 | Od                | Do            |
| - | ------------------------------- | ----------------- | ------------- |
| 1 | Tamaz Nadareiszwili (1954–2004) | 24 listopada 1992 | 16 marca 2004 |
| 2 | Temur Mżawia (1952–)            | 16 marca 2004     | 20 marca 2009 |
| 3 | Elgudża Gwazawa (1952–)         | 20 marca 2009     | nadal         |